# Niedziałki (Mazovie)
Pour les articles homonymes, voir Niedziałki.
Niedziałki (prononciation : [ɲeˈd͡ʑau̯ki]) est un village polonais de la gmina de Kuczbork-Osada dans le powiat de Żuromin de la voïvodie de Mazovie dans le centre-est de la Pologne.
Il se situe à environ 10 km au nord-est de Żuromin (siège du powiat) et à 118 km au nord-ouest de Varsovie (capitale de la Pologne).
Le village compte une population de 7 habitants en 2010.

## Histoire
De 1975 à 1998, le village appartenait administrativement à la voïvodie de Ciechanów.